# Giả thuyết UFO ngoài Trái Đất
Giả thuyết ngoài Trái Đất (ETH) đề xuất rằng một số vật thể bay không xác định (UFO) được giải thích tốt nhất là tàu vũ trụ vật lý nằm dưới quyền điều khiển của sự sống ngoài Trái Đất hoặc sinh vật ngoài hành tinh không phải người, hoặc tàu thăm dò không do người ngoài hành tinh điều khiển từ các hành tinh khác đến thăm Trái Đất.

## Từ nguyên
Nguồn gốc của thuật ngữ giả thuyết ngoài Trái Đất thì không rõ từ đâu ra, nhưng được sử dụng trong tài liệu in ấn về UFO dường như có niên đại ít nhất là nửa cuối thập niên 1960. Nhà nghiên cứu UFO người Pháp  Jacques Vallée đã sử dụng nó trong cuốn sách năm 1966 nhan đề Challenge to science: the UFO enigma.  Nó được sử dụng trong một ấn phẩm của kỹ sư người Pháp Aimé Michel vào năm 1967, bởi James E. McDonald trong một hội nghị chuyên đề vào tháng 3 năm 1968 và một lần nữa bởi McDonald và James Harder trong khi làm chứng trước Ủy ban Khoa học và Du hành Vũ trụ của Quốc hội, vào tháng 7 năm 1968. Nhà hoài nghi Philip J. Klass đã sử dụng nó trong cuốn sách năm 1968 nhan đề UFOs--Identified. Năm 1969, nhà vật lý Edward Condon đã định nghĩa "giả thuyết ngoài Trái Đất" hay "ETH" là "ý tưởng rằng một số UFO có thể là tàu vũ trụ được gửi đến Trái Đất từ một nền văn minh hoặc không gian khác ngoài Trái Đất, hoặc trên một hành tinh liên kết với một ngôi sao xa hơn," trong khi trình bày những phát hiện của Báo cáo Condon gây nhiều tranh cãi.  Một số nhà sử học UFO tin rằng Condon đã phổ biến thuật ngữ này và chữ viết tắt "ETH" của nó.

## Niên đại
Mặc dù ETH đóng vai trò như một cụm từ là một khái niệm tương đối mới mẻ, một trong số đó có nhiều vụ nhìn thấy đĩa bay trong thập niên 1940–1960, nguồn gốc của nó có thể được truy nguyên từ một số sự kiện trước đó, như kênh đào Sao Hỏa bị mang tai tiếng hiện nay và nền văn minh Sao Hỏa cổ đại được thúc đẩy bởi nhà thiên văn học Percival Lowell, văn hóa đại chúng bao gồm các tác phẩm của H. G. Wells và các nhà tiên phong khoa học viễn tưởng như Edgar Rice Burroughs, người cũng viết về các nền văn minh Sao Hỏa, và thậm chí các tác phẩm của các nhà văn như nhà triết học, nhà huyền bí và nhà khoa học người Thụy Điển Emanuel Swedenborg, người đã thúc đẩy một loạt các quan điểm độc đáo liên kết các thế giới khác với thế giới bên kia.
Vào đầu thế kỷ 20, Charles Fort đã thu thập các tài liệu kể về các hiện tượng vật lý dị thường từ các tờ báo và tạp chí khoa học, bao gồm nhiều báo cáo về các vật thể trên không lạ lùng. Những câu chuyện này được xuất bản vào năm 1919 trong cuốn The Book of the Damned. Trong cuốn sách này và hai cuốn tiếp theo, New Lands (1923) và Lo! (1931), Fort đưa ra giả thuyết rằng du khách từ các thế giới khác đang quan sát Trái Đất. Những câu chuyện của Fort về các hiện tượng trên không thường được trích dẫn trên các tờ báo của Mỹ khi hiện tượng UFO lần đầu tiên thu hút sự chú ý của giới truyền thông vào tháng 6 và tháng 7 năm 1947.
ETH hiện nay—về cụ thể, sự liên kết ngầm giữa máy bay không xác định và ánh sáng trên bầu trời với sự sống ngoài hành tinh—đã bắt nguồn từ cuối những năm 1940 và hình thành hiện tại trong những năm 1950. Nó đã thu hút giả khoa học, cũng như văn hóa đại chúng. Không giống như suy đoán trước đây về sự sống ngoài Trái Đất, sự quan tâm đến ETH cũng được củng cố bởi nhiều trường hợp không thể giải thích được điều tra bởi chính phủ Mỹ và chính phủ của các quốc gia khác, cũng như các nhóm dân sự tư nhân, như NICAP và APRO.

### Báo cáo lịch sử các chuyến thăm ngoài Trái Đất
Một ví dụ ban đầu về suy đoán du khách ngoài hành tinh có thể được tìm thấy trên tờ báo Le Pays của Pháp, vào ngày 17 tháng 6 năm 1864, đã đăng một câu chuyện về hai nhà địa chất người Mỹ, người được cho là đã phát hiện ra một sinh vật giống người ngoài hành tinh, một thực thể dạng người không có lông cao ba mét khô héo với phần phụ giống như thân cây trên trán của nó, bên trong một cấu trúc hình quả trứng rỗng.
H. G. Wells, trong tác phẩm khoa học viễn tưởng kinh điển năm 1898 của ông, The War of the Worlds, đã phổ biến ý tưởng về chuyến viếng thăm và cuộc xâm chiếm của người Hỏa tinh. Ngay cả trước Wells, đã có một sự bộc phát trong các báo cáo về những chiếc "Khí cầu bí ẩn" ở Mỹ. Chẳng hạn, tờ Washington Times năm 1897 đã suy đoán rằng các khí cầu này là "một bữa tiệc thăm dò từ Sao Hỏa" và tờ Saint Louis Post-Dispatch đã viết, "đây có thể là những vị khách đến từ Sao Hỏa, cuối cùng, khiếp sợ, xâm chiếm hành tinh mà họ đang tìm kiếm." Sau đó có một làn sóng khí cầu quốc tế hơn nổi lên từ giai đoạn 1909-1912. Một ví dụ về lời giải thích ngoài Trái Đất vào thời điểm đó là một bức thư năm 1909 gửi cho một tờ báo New Zealand cho thấy "những con tàu vũ trụ chạy bằng nguyên tử đến từ Sao Hỏa."
Từ những năm 1920, ý tưởng về chuyến viếng thăm của người ngoài hành tinh trong các con tàu không gian đã trở nên phổ biến qua những bộ truyện tranh liên hoàn và các sê-ri phim và chương trình phát thanh nổi tiếng như Buck Rogers và Flash Gordon. Cụ thể, sê-ri Flash Gordon có Trái Đất bị tấn công từ vũ trụ bởi các thiên thạch ngoài hành tinh, chùm tia và vũ khí sinh học. Năm 1938, một phiên bản phát thanh của tác phẩm The War of the Worlds do Orson Welles thực hiện, bằng cách sử dụng bối cảnh đương đại cho cuộc xâm lược Sao Hỏa của H. G. Wells, đã gây ra sự hoảng loạn cho công chúng tại Mỹ.

### Làn sóng đĩa bay năm 1947 của Mỹ
Ngày 24 tháng 6 năm 1947, vào khoảng 3:00 chiều giờ địa phương, phi công Kenneth Arnold báo cáo đã nhìn thấy chín chiếc máy bay hình đĩa không xác định đang bay gần Núi Rainier. Khi không có máy bay nào xuất hiện xem chừng giải thích cho những gì mình vừa thấy, Arnold nhanh chóng xem xét khả năng các vật thể này là từ ngoài hành tinh. Vào ngày 7 tháng 7 năm 1947, hai câu chuyện xuất hiện trong đó Arnold đang nêu ra chủ đề về nguồn gốc ngoài Trái Đất có thể, cả về quan điểm của ông và những người đã viết thư cho ông. Trong một câu chuyện của hãng tin Associated Press, Arnold cho biết ông đã nhận được số lượng thư của người hâm mộ mong muốn giúp giải quyết bí ẩn. Vài người trong số họ "đã đề nghị những chiếc đĩa này là chuyến viếng thăm từ hành tinh khác."
Khi làn sóng đĩa bay năm 1947 tràn ngập nước Mỹ, có rất nhiều phỏng đoán trên các tờ báo về những gì họ có thể có trong các mục tin tức, chuyên mục, bài xã luận và thư cho biên tập viên. Ví dụ, vào ngày 10 tháng 7, Thượng nghị sĩ Mỹ Glen Taylor của Idaho đã bình luận, "Tôi gần như mong muốn đĩa bay sẽ trở thành tàu không gian đến từ hành tinh khác," bởi vì khả năng thù địch "sẽ thống nhất mọi người trên Trái Đất khi chẳng có gì khác có thể làm nổi." Vào ngày 8 tháng 7, Dewitt Miller được UP trích dẫn nói rằng những chiếc đĩa này đã được nhìn thấy từ đầu thế kỷ 19. Nếu những chiếc đĩa hiện tại không phải là vũ khí bí mật của Quân đội, ông cho rằng chúng có thể là phương tiện từ Sao Hỏa hoặc các hành tinh khác hoặc thậm chí có thể là "những thứ nằm ngoài chiều không gian và thời gian khác."  Các bài báo khác đề cập đến tác phẩm của Charles Fort, mà trước đó trong thế kỷ 20 đã ghi lại nhiều báo cáo về vật thể bay không xác định được viết trên báo và tạp chí khoa học.
Ngay cả khi mọi người nghĩ rằng những chiếc đĩa này là có thật, hầu hết thường không sẵn sàng đưa ra kết luận rằng chúng có nguồn gốc ngoài hành tinh. Nhiều lý thuyết phổ biến khác nhau bắt đầu nhanh chóng sinh sôi nảy nở trong các bài báo, như dự án quân sự bí mật, thiết bị gián điệp của Nga, trò lừa bịp, ảo ảnh quang học và chứng cuồng loạn tập thể. Theo Murrow, ETH như một lời giải thích nghiêm túc cho "đĩa bay" đã không gây được sự chú ý rộng rãi cho đến khoảng 18 tháng sau vụ chứng kiến của Arnold.
Những thái độ này dường như được phản ánh trong kết quả cuộc thăm dò ý kiến UFO công khai đầu tiên của Mỹ do Gallup công bố vào ngày 14 tháng 8 năm 1947. Thuật ngữ "đĩa bay" đã quen thuộc với 90% số người được hỏi. Đối với những gì mọi người nghĩ đã giải thích cho họ, cuộc thăm dò thêm cho thấy hầu hết mọi người đều không có ý kiến hoặc từ chối trả lời câu hỏi (33%), hoặc nói chung tin rằng có một lời giải thích thông thường. 29% nghĩ rằng chúng chỉ là ảo ảnh quang học, ảo giác hoặc trí tưởng tượng, 15% là vũ khí bí mật của Mỹ, 10% là một trò lừa bịp, 3% là một “thiết bị dự báo thời tiết”, 1% có nguồn gốc từ Liên Xô và 9% có “những lời giải thích khác”, bao gồm sự thực hiện trọn vẹn lời tiên tri trong Kinh Thánh, máy bay thương mại bí mật hoặc liên quan đến thử nghiệm nguyên tử.

### Điều tra và lật tẩy từ quân đội Mỹ
Ngày 9 tháng 7, Tình báo Không quân Lục quân bắt đầu một nghiên cứu bí mật về những báo cáo đĩa tốt nhất, bao gồm cả vụ Arnold. Một nghiên cứu tiếp theo của các cơ quan tình báo và kỹ thuật thuộc Bộ Tư lệnh Thiết bị Không quân ở Wright Field Ohio đã dẫn đến sự hình thành Dự án Sign của Không quân Mỹ vào cuối năm 1947, nghiên cứu UFO quân sự chính thức đầu tiên của Mỹ.
Năm 1948, Dự án Sign đã viết bản Đánh giá Tình hình, của họ, kết luận rằng những lần nhìn thấy không xác định còn lại được giải thích tốt nhất bởi ETH. Bản báo cáo cuối cùng đã bị Tổng Tham mưu trưởng, Tướng Hoyt Vandenberg từ chối, với lý do thiếu bằng chứng vật lý, và sự tồn tại của nó không được tiết lộ công khai cho đến năm 1956 bởi giám đốc Dự án Blue Book sau này là Edward J. Ruppelt. Ruppelt cũng chỉ ra rằng Vandenberg đã giải thể Dự án Sign sau khi họ viết kết luận ETH của mình. Với chính sách chính thức này, tất cả các báo cáo công khai của Không quân sau này đều đưa ra kết luận rằng không có đủ bằng chứng để liên kết UFO và ETH, hoặc UFO không đảm bảo cho việc tiến hành điều tra.
Ngay sau làn sóng UFO vĩ đại năm 1952 và việc quân đội lật tẩy những vụ chứng kiến bằng radar và ảnh chụp cộng với vụ đánh chặn máy bay phản lực ở Washington, D.C. vào tháng 8, Cơ quan Điều tra Khoa học của CIA đã đặc biệt quan tâm đến UFO. Mặc dù ETH đã được đề cập, nó thường được tin tưởng rất ít. Tuy nhiên, những người khác trong CIA, chẳng hạn như Ban Chiến lược Tâm lý, đã quan tâm nhiều hơn đến việc một cường quốc không thân thiện như Liên Xô có thể sử dụng UFO cho mục đích chiến tranh tâm lý, khai thác sự khờ dại của công chúng cho các kênh tình báo nhạy cảm và trở ngại. Theo chỉ thị của Hội đồng An ninh Quốc gia nhằm xem xét vấn đề này, vào tháng 1 năm 1953, CIA đã tổ chức Ban Robertson, một nhóm các nhà khoa học đã nhanh chóng xem xét bằng chứng tốt nhất của Blue Book, bao gồm phim truyện và báo cáo kỹ thuật kết luận rằng các đặc tính hiệu suất vượt xa các loại máy bay trên Trái Đất. Sau hai ngày xem xét, tất cả các trường hợp được tuyên bố đều có lời giải thích thông thường. Một chính sách chính thức về hạ bệ công khai đã được khuyến nghị sử dụng các phương tiện truyền thông đại chúng và các nhân vật có thẩm quyền nhằm gây ảnh hưởng đến dư luận và giảm số lượng báo cáo về UFO.

### Sự phát triển của dư luận
Đầu thập niên 1950 cũng đã chứng kiến sự xuất hiện của một số bộ phim mô tả đĩa bay và người ngoài hành tinh, bao gồm The Day the Earth Stood Still (1951), The War of the Worlds, Earth vs. the Flying Saucers (1956) và Forbidden Planet (1956). Mặc dù vậy, niềm tin của công chúng vào ETH dường như vẫn còn thấp trong những năm đầu thập niên 1950, ngay cả trong số những người báo cáo về UFO. Một cuộc thăm dò được công bố trên tạp chí Popular Science, vào tháng 8 năm 1951, cho thấy 52% nhân chứng UFO được hỏi tin rằng họ đã nhìn thấy một chiếc máy bay nhân tạo, trong khi chỉ có 4% tin rằng họ từng nhìn thấy một chiếc phi thuyền ngoài hành tinh. Tuy nhiên, có thêm 28% là không chắc chắn, với hơn một nửa trong số này nói rằng họ tin rằng chúng có thể là máy bay nhân tạo hoặc "du khách từ xa".  Do đó, tổng số nhân chứng UFO coi ETH khả thi là khoảng 20%. Trong một vài năm, niềm tin vào ETH đã tăng lên do các hoạt động của những người như sĩ quan Thủy quân Lục chiến Hoa Kỳ đã nghỉ hưu, Thiếu tá Donald E. Keyhoe, người đã vận động để nâng cao nhận thức cộng đồng về hiện tượng UFO. Đến năm 1957, 25% người Mỹ trả lời rằng họ tin hoặc sẵn sàng tin vào ETH, trong khi 53% trả lời rằng không tin tưởng mấy (dù phần lớn những người được hỏi cho biết họ nghĩ UFO là có thật nhưng có nguồn gốc trần thế). 22% nói rằng họ không chắc chắn.
Trong thời gian này, những người đề xướng ETH phân chia thành các phái riêng biệt, mỗi người tin vào các biến thể hơi khác nhau của giả thuyết này. Những "người tiếp xúc UFO" (contactee) đầu những năm 1950 nói rằng "những người anh em vũ trụ" mà họ gặp là giống dân hòa bình và nhân từ, nhưng đến giữa thập niên 1960, một số vụ người ngoài hành tinh bắt cóc khả nghi; bao gồm cả Betty và Barney Hill, và biến cố tùng xẻo gia súc rõ ràng đã tạo ra ETH với những lời lẽ độc ác hơn.
Các cuộc thăm dò ý kiến cho thấy niềm tin của công chúng vào ETH đã tiếp tục tăng lên kể từ đó. Ví dụ, một cuộc thăm dò công chúng Mỹ của Gallup vào năm 1997 chỉ ra rằng 87% biết về UFO, 48% tin rằng chúng là có thật (so với 33% cho rằng chúng là tưởng tượng) và 45% tin rằng UFO đã đến thăm Trái Đất.  Tương tự, một cuộc thăm dò của Roper từ năm 2002 cho thấy 56% cho rằng UFO là có thật và 48% cho rằng UFO đã từng đến thăm Trái Đất.
Các cuộc thăm dò cũng chỉ ra rằng công chúng tin tưởng mạnh mẽ hơn nữa rằng chính phủ đang giữ kín bằng chứng về UFO. Ví dụ, trong cả hai cuộc thăm dò của Gallup và Roper, được trích dẫn, con số này là khoảng 80%.

## Tranh cãi

### Nhìn thấy ít hơn dù có công nghệ camera điện thoại
Sự ủng hộ cho giả thuyết ngoài Trái Đất trong thập kỷ qua đã chứng kiến sự suy giảm khi sự phát triển của công nghệ camera trên điện thoại thông minh trên toàn dân đã không dẫn đến sự gia tăng đáng kể trong các vụ nhìn thấy UFO được ghi lại.  Điều này đi ngược lại với dự đoán của những người ủng hộ giả thuyết ngoài Trái Đất, thậm chí gây ra một cuộc khủng hoảng niềm tin giữa một số người trong cộng đồng nghiên cứu UFO không chính thức.

### Ý kiến của các nhà khoa học
Cộng đồng khoa học đã cho thấy rất ít sự ủng hộ cho ETH và phần lớn chấp nhận lời giải thích rằng các báo cáo về UFO là kết quả của việc mọi người giải thích sai các vật thể hoặc hiện tượng thông thường, hoặc là tác phẩm của những kẻ chơi khăm. Giáo sư Stephen Hawking đã bày tỏ sự hoài nghi về ETH. Trong một bài giảng năm 1969, nhà vật lý thiên văn người Mỹ Carl Sagan đã nói:
"Ý tưởng về người ngoài hành tinh nhân từ hoặc thù địch từ các hành tinh khác đến thăm Trái Đất [rõ ràng] là một ý tưởng đầy cảm xúc. Có hai loại tự lừa dối ở đây: hoặc chấp nhận ý tưởng về chuyến viếng thăm ngoài Trái Đất của người ngoài hành tinh vũ trụ trước những bằng chứng rất ít ỏi bởi vì chúng tôi muốn nó là sự thật; hoặc từ chối một ý tưởng như vậy trong tầm tay, trong trường hợp không có đủ bằng chứng, bởi vì chúng tôi không muốn nó là sự thật. Mỗi thái cực này là một trở ngại nghiêm trọng cho việc nghiên cứu về UFO."
Tương tự, nhà vật lý thiên văn người Anh Peter A. Sturrock đã viết
"trong suốt nhiều năm, các cuộc thảo luận về vấn đề UFO vẫn bị phân cực hạn hẹp giữa những người ủng hộ và kẻ chống đối của một lý thuyết duy nhất, đó là giả thuyết ngoài Trái Đất ... sự cố định này trên ETH đã thu hẹp và thúc đẩy cuộc tranh luận, ngăn cản việc kiểm tra các lý thuyết khả dĩ khác về hiện tượng này."
Một cuộc thăm dò không chính thức được thực hiện bởi Sturrock vào năm 1973 của các thành viên Viện Hàng không và Vũ trụ Hoa Kỳ cho thấy khoảng 10% trong số họ tin rằng UFO là phương tiện từ ngoài vũ trụ.   In Trong một cuộc thăm dò không chính thức khác được thực hiện vào năm 1977 bởi nhà vật lý thiên văn Peter A. Sturrock, ông đã khảo sát các thành viên của Hội Thiên văn học Hoa Kỳ. Sturrock yêu cầu các nhà khoa học đã bỏ phiếu ấn định xác suất cho tám lời giải thích có thể cho UFO. Kết quả là:
| 23% | Một hiện tượng tự nhiên lạ lẫm          |
| 22% | Một hiện tượng hoặc thiết bị quen thuộc |
| 21% | Một thiết bị trên mặt đất xa lạ         |
| 12% | Chơi khăm                               |
| 9%  | Một hiện tượng tự nhiên chưa biết       |
| 7%  | Một số nguyên nhân cụ thể khác          |
| 3%  | Một thiết bị ngoài hành tinh            |
| 3%  | Một số nguyên nhân khác không xác định  |

Các lập luận khoa học cơ bản chống lại ETH đã được nhà thiên văn học và nhà nghiên cứu UFO J. Allen Hynek tóm tắt trong bài thuyết trình tại Hội nghị chuyên đề MUFON năm 1983, trong đó ông nêu ra 7 lý do chính khiến ông không thể chấp nhận ETH.
1. Lỗi hệ thống giám sát phức tạp khó mà phát hiện UFO đến hoặc đi
2. Cân nhắc trọng lực và khí quyển
3. Cân nhắc thống kê
4. Hành vi khó nắm bắt, lảng tránh và vô lý của UFO và chủ nhân của chúng
5. Cô lập hiện tượng UFO trong thời gian và không gian: hiệu ứng Mèo Cheshire
6. Không gian không xứng đáng của UFO
7. Vấn đề khoảng cách thiên văn

Hynek lập luận rằng:
1. Dù có hệ thống radar trên toàn thế giới và các vệ tinh quay quanh Trái Đất, UFO được cho là bay vào và ra khỏi bầu khí quyển, không để lại nhiều bằng chứng.
2. Người ngoài hành tinh không gian được cho là có hình dạng cực kỳ giống người và được cho là có thể tồn tại trên Trái Đất mà không gặp nhiều khó khăn thường thiếu "bộ đồ phi hành gia", mặc dù các hành tinh ngoài hệ mặt trời có thể có khí quyển khác nhau, sinh quyển, trọng lực và các yếu tố khác, và sự sống ngoài hành tinh có thể sẽ rất khác với cuộc sống trên Trái Đất.
3. Số lượng UFO được báo cáo và các cuộc chạm trán có chủ đích với cư dân UFO vượt xa số lượng các cuộc thám hiểm mà một nền văn minh ngoài hành tinh (hoặc các nền văn minh) về mặt thống kê có thể dự kiến gắn kết.
4. Hành vi của người ngoài hành tinh được báo cáo trong các vụ bắt cóc thường không nhất quán và không hợp lý.
5. UFO bị cô lập trong thời gian và không gian: giống như Mèo Cheshire, chúng dường như xuất hiện và biến mất theo ý muốn, chỉ để lại bằng chứng mơ hồ, nhập nhằng và chế giễu về sự hiện diện của chúng.
6. UFO được báo cáo thường quá nhỏ để hỗ trợ phi hành đoàn du hành xuyên vũ trụ và hành vi bay được báo cáo của họ thường không đại diện cho một con tàu nằm dưới sự điều khiển thông minh (mô hình chuyến bay thất thường, thay đổi hướng đi đột ngột).
7. Khoảng cách giữa các hành tinh khiến việc du hành liên sao trở nên không thực tế, đặc biệt là do lượng năng lượng cần thiết cho việc du hành liên sao sử dụng các biện pháp thông thường, (Theo ước tính của NASA, sẽ cần 7×1019 joule năng lượng để gửi tàu con thoi hiện tại trong cuộc hành trình một chiều, kéo dài 50 năm, tới ngôi sao gần nhất, một lượng năng lượng khổng lồ[32]) và vì mức độ công nghệ sẽ được yêu cầu để vượt qua giới hạn năng lượng/nhiên liệu/tốc độ thông thường bằng cách sử dụng các biện pháp kỳ lạ như cây Cầu Einstein-Rosen là cách để rút ngắn khoảng cách từ điểm A đến điểm B. (xem Du hành nhanh hơn ánh sáng).[33]

Theo Hynek, điểm 1 đến 6 có thể được tranh luận, nhưng điểm 7 đại diện cho một rào cản không thể vượt qua đối với tính hợp lệ của ETH.

## NASA
NASA thường xuyên đưa ra các câu hỏi liên quan đến ETH và UFO. Kể từ năm 2006, quan điểm chính thức của nó là ETH thiếu bằng chứng thực nghiệm.
"không ai từng tìm thấy một cổ vật duy nhất, hoặc bất kỳ bằng chứng thuyết phục nào khác cho các chuyến viếng thăm của người ngoài hành tinh như vậy". David Morrison.
"Theo như tôi biết, không có tuyên bố nào về UFO là phi thuyền ngoài hành tinh có bất kỳ giá trị nào -- những tuyên bố đó không có thực chất, và chắc chắn không được chứng minh". David Morrison
Bất chấp sự quan tâm của công chúng, NASA coi nghiên cứu về ETH là không liên quan đến công việc của mình vì số lượng những lời chỉ dẫn sai lầm mà một nghiên cứu sẽ cung cấp, và số lượng hạn chế của dữ liệu khoa học có thể sử dụng mà nó sẽ mang lại.

## Âm mưu
Một khái niệm thường thấy trong UFO học và văn hóa đại chúng là mức độ thông tin thực sự về UFO đang bị triệt tiêu bởi một số âm mưu của sự im lặng, hoặc bởi một sự che đậy chính thức đang hành động nhằm che giấu thông tin.
Năm 1968, kỹ sư người Mỹ James Harder lập luận rằng có bằng chứng quan trọng tồn tại nhằm chứng minh UFO "vượt quá sự nghi ngờ hợp lý", nhưng bằng chứng đã bị các nhà khoa học và công chúng bỏ qua và bị bỏ rơi phần lớn, do đó ngăn chặn các kết luận hợp lý được đưa ra dựa trên ETH.
"Trong 20 năm qua, một lượng lớn bằng chứng đã được tích lũy cho thấy sự tồn tại của UFO. Hầu hết điều này ít được công chúng hoặc hầu hết các nhà khoa học biết đến. Nhưng trên cơ sở dữ liệu và các quy tắc chứng cứ thông thường, thường được áp dụng tại các tòa án dân sự hoặc hình sự, thực tế vật lý của UFO đã được chứng minh vượt quá sự nghi ngờ hợp lý." J A Harder
Một cuộc khảo sát được thực hiện bởi tạp chí Industrial Research vào năm 1971 cho thấy nhiều người Mỹ tin rằng chính phủ đang che giấu thông tin về UFO (76%) hơn là tin vào sự tồn tại của UFO (54%), hoặc vào chính ETH (32%).

### Tài liệu và điều tra về ETH

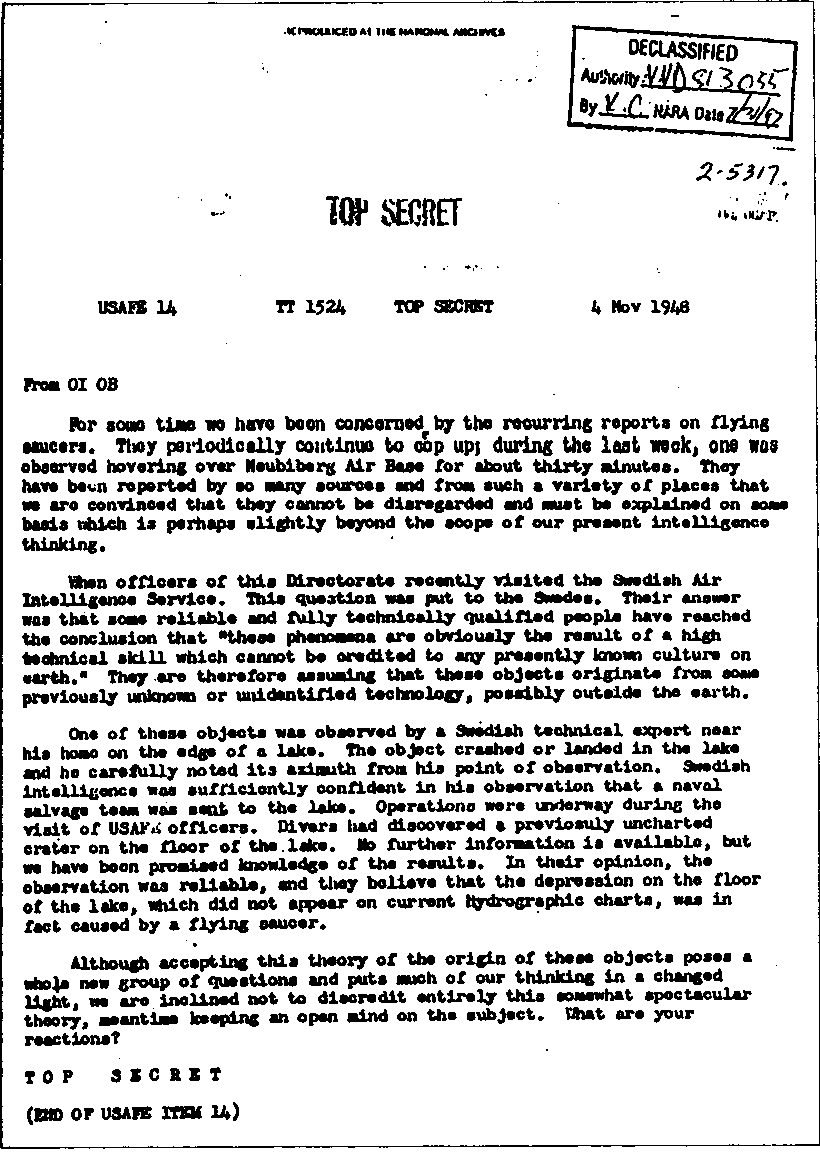
Tài liệu tối mật của USAF tháng 11 năm 1948 trích dẫn ý kiến ngoài hành tinh.